# Cecília Meireles
Cecília Meireles de Carvalho Benevides (Rio de Janeiro, 7 novembre 1901 – Rio de Janeiro, 9 novembre 1964) è stata una poetessa, docente e giornalista brasiliana.

## Biografia
Figlia di Carlos Alberto de Carvalho Meireles e di Matilde Benevides Meireles, Cecília era l'unica sopravvissuta dei quattro figli della coppia. Il padre era morto alcuni mesi prima della sua nascita e la madre morirà quando Cecília non aveva ancora 3 anni. 
Da quel momento in poi fu educata dalla nonna portoghese, Jacinta Garcia Benevides, e all'età di nove anni cominciò a scrivere poesia. Frequentò il “Curso Normal de Rio de Janeiro”, tra il 1913 e il 1917, dove studiò lingue, letteratura, musica, folclore e teoria dell'educazione. 
A diciotto anni pubblicò il suo primo libro di poesie (Espectro), una raccolta di sonetti simbolisti.
Anche se visse sotto l'influenza del modernismo,  nella sua opera fu sempre presente l'eredità del simbolismo così come le tecniche e le influenze del Classicismo, di Gongora, del Romanticismo, del Parnassianismo, del Realismo e del Surrealismo; per questo largo spettro di influenze la sua poesia viene spesso definita "atemporale" dalla critica. 
Nel 1922 sposò il pittore portoghese Fernando Correia Dias con il quale ebbe tre figlie. Suo marito, che soffriva di depressione acuta, si suicidò nel 1935. La poetessa si risposò nel 1940 con l'insegnante e ingegnere agronomo Heitor Vinícius da Silveira Grilo.
Godette di grande prestigio come giornalista, in particolare con la pubblicazione di articoli sui problemi dell'educazione, e nel 1934 fondò la prima biblioteca infantile di Rio de Janeiro. Ebbe anche una grande conoscenza della poesia infantile, genere che frequentò spesso, utilizzando versi tradizionali ma anche il verso libero, facendo largo uso dell'allitterazione, dell'assonanza e della rima. Le sue poesie infantili, caratterizzate da musicalità, non si limitano però solo ai bambini come pubblico esclusivo, dato che incorporano diversi livelli di lettura.
Nel 1923 pubblicò Nunca mais…,  e Poema dos Poemas, e nel 1925 Baladas Para El-Rei. Dopo un lungo periodo di silenzio poetico, nel 1939 diede alle stampe Viagem, libro con in quale vinse il Premio di Poesia della “Academia Brasileira de Letras” (Accademia Brasiliana di Lettere).
"...Libertà, questa parola
che il sogno umano alimenta
che non c'è nessuno che ci spieghi
e nessuno che non capisca..."
(da Romanceiro da Inconfidência)

## Vita privata
Cecília Meireles si sposò due volte: dal pittore Fernando Correia Dias, suo primo marito, ebbe tre figlie tra le quali l'attrice Maria Fernanda Meirelles.

## Opere
- Criança, meu amor, 1923
- Nunca mais... e Poemas dos Poemas, 1923
- Criança meu amor..., 1924
- Baladas para El-Rei, 1925
- O Espírito Vitorioso, 1929
- Saudação à menina de Portugal, 1930
- Batuque, Samba e Macumba, 1935
- A Festa das Letras, 1937
- Viagem, 1939
- Vaga Música, 1942
- Mar Absoluto, 1945
- Rute e Alberto, 1945
- Rui — Pequena História de uma Grande Vida, 1949
- Retrato Natural, 1949
- Problemas de Literatura Infantil, 1950
- Amor em Leonoreta, 1952
- Doze Noturnos de Holanda & O Aeronauta, 1952
- Romanceiro da Inconfidência, 1953
- Batuque, 1953
- Pequeno Oratório de Santa Clara, 1955
- Pistóia, Cemitério Militar Brasileiro, 1955
- Panorama Folclórico de Açores, 1955
- Canções, 1956
- Giroflê, Giroflá, 1956
- Romance de Santa Cecília, 1957
- A Bíblia na Literatura Brasileira, 1957
- A Rosa, 1957
- Obra Poética, 1958
- etal Rosicler, 1960
- Poemas Escritos na Índia, 1961
- Poemas de Israel, 1963
- Antologia Poética, 1963
- Solombra, 1963
- Ou Isto ou Aquilo, 1964
- Escolha o Seu Sonho, 1964
- Crônica Trovada da Cidade de Sam Sebastiam no Quarto Centenário da sua Fundação Pelo Capitam-Mor Estácio de Saa, 1965
- O Menino Atrasado, 1966
- Antologia Poética, 1968
- Poemas italianos, 1968
- Poesias (Ou isto ou aquilo & inéditos), 1969
- Flor de Poemas, 1972
- Poesias completas, 1973
- Elegias, 1974
- Flores e Canções, 1979
- Poesia Completa, 1994
- Obra em Prosa - 6 Volumi - Rio de Janeiro, 1998
- Canção da Tarde no Campo, 2001
- Episódio humano, 2007